# 幸福里 (新北市板橋區)
幸福里為台灣新北市板橋區轄下之一里，位於板橋區的中北部。幸福里於1975年2月1日由新埔里分出。1974年至1977年，幸德建設公司於當地大量興建了連棟式雙併四層公寓社區，被稱為「幸福新村」，社區之中開設了沿街式傳統零售市場，幸福市場。